# Liberta
Liberta ("vrijheid") is een plaats in Antigua en Barbuda en vormt onderdeel van de parochie Saint Paul. De plaats bevindt zich in het zuidelijk deel van het eiland Antigua, in het achterland van de havenplaats Falmouth, waarmee het is verbonden door een weg. Het telt 2.080 inwoners (volkstelling 2001). De plaats ligt op ongeveer 10 kilometer ten noordwesten van Saint John's.

## Geschiedenis
Liberta ontstond als nederzetting van vrije slaven vlak na de afschaffing van de slavernij op 1 augustus 1834. Een vrouwelijke plantage-eigenaar (en waarschijnlijk tegelijkertijd ook slaveneigenares) had schulden rond die tijd en was zodoende gedwongen om een deel van haar bezittingen in kleine stukjes te verkopen. Deze stukjes land werden grif gekocht door voormalige slaven uit de buurt, die een nieuw bestaan wilden opbouwen en die er al snel woningen op bouwden. Hiermee werd in 1835 de basis gelegd voor het eerste dorp van voormalige slaven op Antigua, hetgeen in 1842 werd geaccentueerd door een bord aan de rand van de plaats met het opschrift "The Village of Liberta" (het dorp van de vrijheid). De eerste bewoners werkten vooral op de nabijgelegen scheepswerf, terwijl hun latere nakomelingen een bestaan vonden als kledingmakers en winkeliers. Er wordt nu vooral katoen en suikerriet verwerkt.
In 1843 werd de parochiekerk in Falmouth verwoest door een aardbeving. Als vervanging werd het schoolgebouw van Liberta werd verbouwd tot de St. Barnabaskerk. Het is gebouwd met groen kalksteen.